# Bernard Stiegler

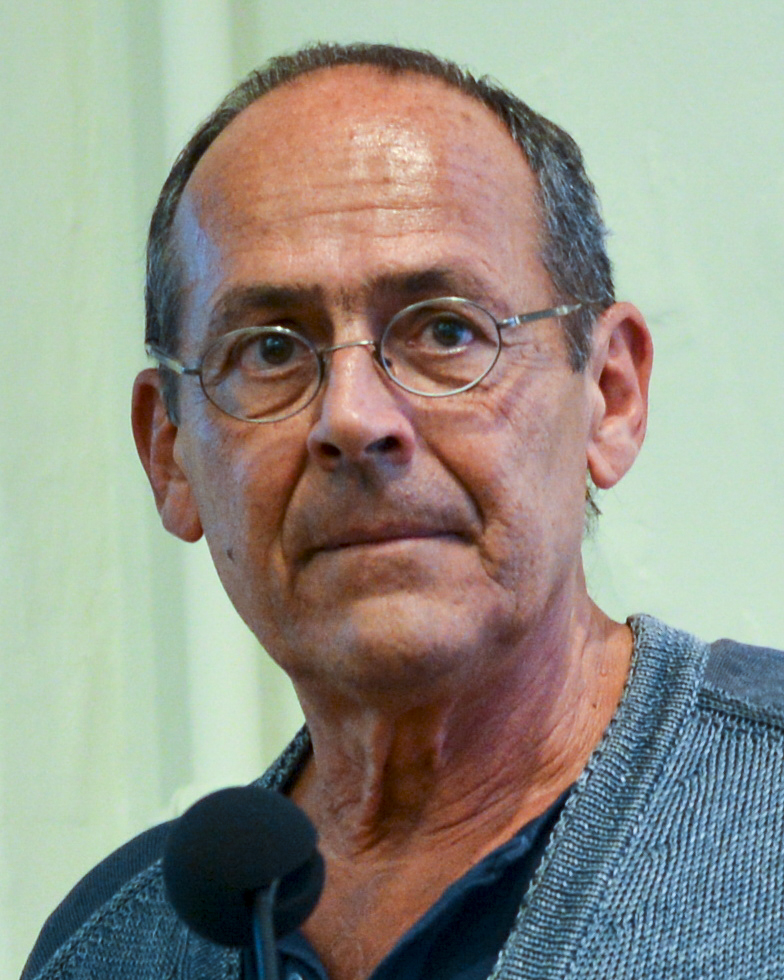
Bernard Stiegler (2016)

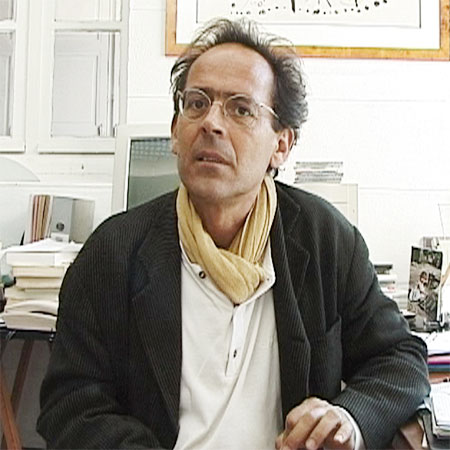
Bernard Stiegler in de documentaire The Ister (2004)

Bernard Stiegler (Sarcelles, 1 april 1952 – Épineuil-le-Fleuriel, 5 augustus 2020) was een Frans filosoof en publicist die zich vooral interesseerde voor techniekfilosofische vraagstukken.

## Loopbaan
Stiegler begon in 1969 aan een opleiding voor assistent-regisseur, die hij niet afmaakte. In 1973 volgde hij een opleiding tot programmeur bij het Inria. Vanaf 1978 zat hij een gevangenisstraf uit waartoe hij veroordeeld werd na het plegen van enkele overvallen op het kantoor van zijn eigen bankier in Toulouse. Tijdens zijn detentie volgde hij een schriftelijke opleiding tot filosoof. In 1983 werd hij genadig vrijgelaten, en kon hij meteen als programmadirecteur aan de slag aan het Internationaal College van Filosofie, dat in Parijs is gevestigd en dat in datzelfde jaar mede door Jacques Derrida en Jean-François Lyotard was opgericht. In 1993 behaalde Stiegler zijn doctoraat aan de École des hautes études en sciences sociales. Het jaar daarop publiceerde hij het eerste deel van zijn magnum opus La technique et le temps, 1: La Faute d'Epimethée (Techniek en tijd). Een tweede deel (La désorientation) verscheen in 1996, en een derde (Le temps du cinéma et la question du mal-être) in 2001. Een vierde deel (Symboles et Diaboles) werd in het vooruitzicht gesteld, evenals een vijfde en zesde deel (Le défaut qu'il faut), maar publicatie bleef uit.
Stiegler was als deeltijdhoogleraar verbonden aan de Technologische Universiteit van Compiègne ten noorden van Parijs. Daarnaast was hij van 2002 tot 2005 directeur van het Institut de recherche et coordination acoustique/musique (IRCAM), na eerder een mandaat te hebben opgenomen aan het Institut national de l'audiovisuel (I.N.A.). Vanaf 1 januari 2006 was hij verbonden aan het Centre Pompidou; hij stond er aan het hoofd van het departement "culturele ontwikkeling" en van het nieuw opgerichte Institut de Recherche et d'Innovation. Zo combineerde Stiegler een academische, enigszins teruggetrokken bezigheid met een niet-academische, en sterk gesocialiseerde activiteit. Naar eigen zeggen spiegelde hij zich als filosoof graag aan het voorbeeld van Descartes en Leibniz, die zich niet uitsluitend met filosofie bezighielden, maar beroepshalve ook niet-filosofische bezigheden opnamen (het bibliotheekwezen, de diplomatie).

## Techniekfilosofie: per ongeluk
Het ongeluk is in het werk van Stiegler een belangrijke categorie. Een van zijn werken - een bundeling van radio-interviews met Elie During op radio France Culture - is getiteld: Philosopher par accident. Doorgaans wordt aan de categorie van het accident weinig gewicht toegekend. In de gangbare filosofie ligt alle nadruk op de essentie of het eigen wezen, de natuur of de substantie, en de geaardheid; het accidentele geldt daarbij als het bijkomstige, het toevallige dat 'ergens bij valt'. Wat Stiegler in zijn werk echter naar voren wil brengen is "het oorspronkelijke accidentele karakter van de menselijke bestemming". Het wezen of de natuur van de mens, zijn kwaliteit en zijn tijd, moet gezocht worden in dat wat er bij valt, het accidentele. Van nature blijft de mens immers zonder eigenschappen. Zijn oorsprong blijft - zoals Stiegler graag zegt - in gebreke ("défaut"). Daarom kan ook gezegd worden dat het ontstaan van leven en van menselijk leven toevallig is.
De techniek, begrepen als oorspronkelijke aanvulling op een in gebreke blijvende aard, is volgens Stiegler dan ook een antropologische constituante: de mens heeft zichzelf te zijn op artificiële, technische, supplementaire (cf. J. Derrida) of prothetische wijze. Hij is een uitvinding van de techniek, die weliswaar door de mens zelf ontwikkeld wordt, maar die de mens ook ontvangen heeft als kwam de technische "vinding" van elders. In de omschrijving van de techniek als "uitvinding van de mens" moet de genitief dus zowel in objectieve als subjectieve zin gelezen worden: de mens staat aan de oorsprong van de techniek die aan de oorsprong staat van de mens.
In de woorden van Simondon kan gesteld worden dat de relatie tussen mens en techniek van transductieve aard is. Pas de relatie tussen beide termen constitueert hen: geen mens zonder techniek en geen techniek zonder mens. De transductieve aard van de verhouding tussen de mens (het wie) en het technische gegeven en het netwerk ervan (het wat) (Stiegler spreekt in La faute d'Epiméthée van "het oorspronkelijke wie-watcomplex") is paradoxaal, en geeft uiteindelijk aanleiding tot een tragisch werkelijkheidsbesef. Zo is het welhaast ondenkbaar dat de aanwezigheid van de mens bij zichzelf, bij anderen, bij de dingen en de wereld, gedragen wordt door de afwezigheid waarvoor in het algemeen de techniek staat; het is een tragische omstandigheid om aanwezigheid te moeten koppelen aan afwezigheid. Als de menselijke aanwezigheid doortrokken is van afwezigheid, dan kan het menselijke Dasein (cf. M. Heidegger) beter als een Fort/Dasein begrepen worden (een uitdrukking die is ontleend aan J. Derrida's La vérité en peinture).
Sinds de moderne tijd -de tijd van de moderne techniek- ervaart de mens zich vaak als "maître et possesseur du monde" (Descartes), als heerser over de wereld en als bezitter van zichzelf. Wanneer men deze (technisch bedongen) aanwezigheid van de mens in het teken van de afwezigheid zet -de afwezigheid waarvoor de techniek staat-, dan moet het menselijk meesterschap overeenkomstig gerelativeerd worden: in zijn aanwezigheid bij zichzelf heeft de mens altijd al "de geest gegeven", hij is fort zonder dat deze "geest" ooit nog hersteld zou kunnen worden. Dit zou alleen mogelijk zijn in een bijkomende reflectie die zowel aanwezigheid als afwezigheid schept.  
Om deze gedachtegang rond het fort/da-sein van de mens te concretiseren kan gesteld worden dat een aangelegenheid als "de liefde" doorgaans begrepen wordt in termen van de aanwezigheid van de geliefde. Hiermee wordt de dimensie van de afwezigheid genegeerd die in liefdeszaken minstens even belangrijk is. In de liefde verhoudt men zich zowel tot de aanwezigheid als tot de afwezigheid van de geliefde, tot zowel de actualiteit als de schijnbare aanwezigheid van de ander. Deze dimensies zijn onafscheidelijk met elkaar verbonden. Dit betekent ook dat de liefde niet kan losstaan van rouw: een van beide partners zal de ander overleven (cf. Shakespeares Romeo and Juliet). De dimensie van het overleven wordt overigens reeds benoemd met een naam, die een testamentair karakter heeft: de naam die de geliefde draagt, kan en doet haar of hem ook overleven. Bij een afscheid laat de naam als hulpmiddel toe vast te houden aan de ander. Hij vult de aanwezigheid van de ander aan, maar betekent tegelijkertijd zijn toekomstige en radicale afwezigheid. Het verwondert dan ook niet dat in de tedere betrokkenheid die geliefden voor elkaar opbrengen, "de dood" een belangrijk aandeel heeft.

## Sociale en politieke filosofie
In zijn laatste jaren manifesteerde Bernard Stiegler zich nadrukkelijker als een sociaal en politiek filosoof, een geëngageerde publieke stem die strijdbaar concrete voorstellen uitwerkt. Veelzeggend hiervoor is zijn betrokkenheid in de vereniging Ars Industrialis die niet alleen wil nadenken over "de technologieën die het geestesleven dragen", maar ook tal van initiatieven neemt die aanzetten tot het voeren van een heuse "politiek van de geestestechnologieën". Juist omdat Stiegler erin slaagt te denken over geestestechnologie -verbindingscentrum van tertiaire eigenschappen, van technische vastgelegde gedachtegangen- als een antropologisch (en psychisch) gegeven, is hij gevoelig voor de fragiliteit van het geestesleven. Die vraagt namelijk om een politiek en een zorg die niet voorbij gaan aan zijn tragische gesteldheid, en die de "ecologie van de geest" zoekt te eerbiedigen.
Deze thematiek is ook aan de orde in zijn laatste publicatie, Ce qui fait que la vie vaut la peine d'être vécue. Aan de orde is daarbij niet zozeer de vraag of het leven de moeite waard is, zoals Camus zich kon afvragen, maar om zorg voor de wijze(n) waarop het leven de moeite van het leven waard kan worden. Dit kan alleen wanneer niet voorbij wordt gegaan aan de fragiele gesteldheid van wat in het Frans l'esprit wordt genoemd: de geest, met daarin zijn pit.